# Attila Sávolt
Attila Sávolt (Budapest, 5 febbraio 1976) è un ex tennista, allenatore di tennis e telecronista sportivo ungherese.

## Biografia
In carriera ha raggiunto una finale di doppio. Nei tornei del Grande Slam ha ottenuto i suoi migliori risultati nel singolare con un terzo turno all'Open di Francia nel 2000 e nel 2003.
In Coppa Davis ha giocato dal 1996 al 2005 un totale di 35 partite, ottenendo 20 vittorie e 15 sconfitte.
In singolare è riuscito a issarsi sino alla 68ª posizione del ranking mondiale.
Ha preso parte alle Olimpiadi del 2000 sia come singolarista sia come doppista, uscendo in entrambe le specialità subito al primo turno.
Si è ritirato nel 2006: successivamente è diventato coach - seguendo anche Ágnes Szávay e Márton Fucsovics - nonché commentatore di telecronache per Sport 1.

## Vita privata
È sposato e ha un figlio.

## Statistiche

### Doppio

#### Finali perse (1)
| Numero | Anno           | Torneo                    | Superficie  | Compagno       | Avversari in finale       | Punteggio |
| 1.     | 29 luglio 2001 | Orange Prokom Open, Sopot | Terra rossa | Irakli Labadze | Paul Hanley Nathan Healey | 6-7, 2-6  |